# 탈랄 1세

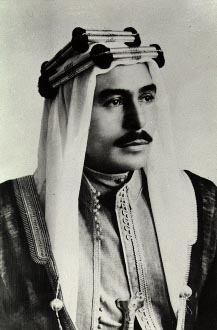
탈랄 1세

탈랄 1세(1909년 2월 26일 오스만 제국 메카 ~ 1972년 7월 7일 터키 이스탄불, 아랍어: طلال بن عبد الله 탈랄 빈 압둘라[*])는 요르단의 제2대 국왕(1951년 7월 20일 ~ 1952년 8월 11일)이다.

## 생애
무함마드의 직계 후손임을 자처하는 하심가 출신인 그는 후세인 1세의 아버지이다. 1951년 7월 20일 압둘라 1세의 뒤를 이어 요르단의 국왕으로 즉위했지만 1952년 7월 23일 정신 질환으로 인하여 아들 후세인 왕자에게 대리청정을 맡겼으며 같은 해(1952년) 8월 11일 퇴위하였고 그의 왕위는 대리청정이었던 아들 후세인이 이어받았다.
| 전임 압둘라 1세 | 제2대 요르단의 군주 1951년 ~ 1952년 | 후임 후세인 1세 |

## 같이 보기
- 하심가
- 요르단 국왕